# Villespy
Villespy (okzitanisch Vilaspin) ist eine französische Gemeinde mit 425 Einwohnern (Stand 1. Januar 2022) im Département Aude in der Region Okzitanien. Sie gehört zum Arrondissement Carcassonne und zum Kanton La Malepère à la Montagne Noire.

## Nachbargemeinden
Das Gemeindegebiet wird vom Flüsschen Tenten durchquert.
Nachbargemeinden von Villespy sind Cenne-Monestiés im Nordosten, Carlipa im Süden, Villepinte im Westen und Saint-Papoul im Nordwesten.

## Bevölkerungsentwicklung
| Jahr      | 1962 | 1968 | 1975 | 1982 | 1990 | 1999 | 2013 |
| Einwohner | 395  | 352  | 296  | 265  | 271  | 341  | 359  |